# Michael Polanyi
Michael Polanyi (en húngaro: Polányi Mihály), (11 de marzo de 1891, Budapest – 22 de febrero de 1976, Northampton) fue un erudito húngaro–británico y polímata que enseñó y trabajó en fisicoquímica, economía y filosofía. Fue miembro de la Royal Society y miembro del Merton College de Oxford.

## Primeros años
Polanyi nació en el seno de una familia judía. Su hermano mayor fue el economista político Karl. Su padre, Mihaly Polacsek, fue ingeniero y empresario de ferrocarriles, y el salón literario de su madre, Cecilia Wohl, era frecuentado por los intelectuales de Budapest. Polanyi se graduó en Medicina en 1913 y ejerció como médico en el Ejército Austrohúngaro durante la I Guerra Mundial. Durante la convalecencia (tras contraer la difteria) en 1917 escribió que haría el doctorado en Fisicoquímica por la Universidad de Budapest (bajo la supervisión de Gusztáv Buchböck).
En 1920, emigró a Alemania, terminando como investigador químico en el Instituto Kaiser Wilhelm para la Fisicoquímica y la Electroquímica (hoy Instituto Fritz Haber), en la sección de Química de la Fibra, en Berlín. Allí, se convirtió al cristianismo y se casó con Magda Elizabeth en una ceremonia católica. En 1929, tuvieron un hijo, John Charles Polanyi, que más tarde llegaría a ganar un Premio Nobel en química. Su otro hijo llegó a ser un distinguido economista. Con la llegada al poder en 1933 del Nazismo, Polanyi aceptó un puesto de Fisicoquímica en la Universidad de Mánchester. Debido al desplazamiento de su interés desde la química hacia la economía y finalmente la filosofía, Manchester creó un nuevo puesto para él en Ciencias Sociales (1948-58).

## Fisicoquímica
Sus intereses científicos fueron variados: trabajó en cinética química, difracción de rayos X, y adsorción de gases en superficies sólidas.
En 1921, Polanyi estableció las bases matemáticas del análisis por difracción de fibras.
En 1934, Polanyi, simultáneamente que Geoffrey Ingram Taylor y Egon Orowan, se dio cuenta de que la deformación plástica de materiales dúctiles podía explicarse en términos de las dislocaciones que había desarrollado Vito Volterra en 1905. Esta idea fue crítica para el desarrollo de la mecánica de sólidos.

## Filosofía de la ciencia
Desde mediados de los 1930s, Polanyi comenzó a mostrar su oposición a la idea prevaleciente del positivismo científico, arguyendo que había fracasado en reconocer el papel que la responsabilidad personal y el conocimiento tácito juegan en la ciencia.
Polanyi argumentó que el positivismo fomenta la creencia de que la ciencia debería ser dirigida por el Estado. Señaló lo que había ocurrido a la Genética en la Unión Soviética, una vez que las doctrinas de Trofim Lysenko fueron estimadas como políticamente correctas. Polanyi, como su amigo Friedrich Hayek, suministró las razones por las que es preferible una sociedad libre. Junto con el biólogo John Baker, Polanyi fundó la Sociedad para la libertad de la ciencia que defiende este punto de vista.
Polanyi vio la objetividad absoluta (objetivismo) como una falsa ilusión y un falso ideal. Criticó la noción de prevalencia por la que el método científico otorga la verdad de modo mecánico al científico. En vez de eso, argumentó que todo el conocimiento es personal y, como tal, depende de suposiciones falibles.
Los humanos no están nunca separados del universo que observan, sino que participan personalmente en él y, por tanto, no se puede desarrollar el conocimiento "objetivo" puro y no sesgado. Las destrezas humanas, los prejuicios y las pasiones no son defectos sino que representan un papel importante y necesario guiando el descubrimiento y la validación. Polanyi observa que la huella de un gran científico no es solamente la habilidad para identificar mediante la investigación esas cuestiones científicas que conducen con cierta probabilidad a una resolución exitosa. Esta habilidad deriva no solamente de la habilidad del científico de percibir patrones y conexiones, sino también de sus intereses y predisposiciones personales. Luego, estas predisposiciones alimentan la voluntad del científico de arriesgar su reputación confiando en una hipótesis y defendiéndola. Pone el ejemplo de Copérnico que rechazó la interpretación reinante de la evidencia de que el sol, la luna y las estrellas se levantan cada día por el Este y se ponen por el Oeste para proponer que los cielos no giran alrededor de la Tierra. Polanyi alega que Copérnico llegó a la verdad objetiva de la relación verdadera entre la tierra y el sol, no siguiendo un método rígido sino sucumbiendo a "la mayor satisfacción intelectual que él derivó del panorama celestial como visto desde el sol en vez de respecto de la tierra".
Lo que distingue su alegación de que todo el conocimiento es personal del relativismo es su creencia en que nuestra conciencia tácita nos conecta con las realidades objetivas.
Nuestra conciencia tácita sin embargo confía en los supuestos adquiridos en un contexto local, así que no podemos simplemente asumir que tienen validez universal; debemos buscar la verdad pero aceptamos la posibilidad de error. Cualquier proceso de articulación inevitablemente confía en que no está articulado. Por ejemplo, la confianza en que no está articulado es el modo por el que las palabras adquieren significado, o sea, el significado no es reducible a un conjunto de reglas; está basado en nuestra experiencia - donde la experiencia no es algo que pueda simplemente reducirse a recopilaciones de datos de los sentidos.
Polanyi también reconocía el papel de las prácticas heredadas (tradición y artesanía). El hecho de que sepamos más de lo que claramente podemos articular ayuda a contribuir a la conclusión de que mucho conocimiento procede del pasado por medios no explícitos (conocimiento tácito o conocimiento implícito), por ejemplo, por medio del aprendizaje, es decir, observando a un maestro y luego practicando bajo la guía del maestro.
Sus escritos sobre la práctica de la ciencia influenciaron las ideas y los trabajos de Thomas Kuhn y Paul Feyerabend. Sus ideas también son recogidas por Richard Sennett.

## Economía
En su recopilación de ensayos de 1951, The Logic of Liberty, Polanyi pretende poder aplicar su filosofía de la ciencia a la economía. Polanyi afirma que los científicos cooperan con los demás, o se "autocoordinan," de un modo similar a la manera en que los agentes se coordinarían entre sí en un mercado libre. Según él, dentro de una estructura capitalista, las personas eligen sin trabas cómo usar sus propios recursos para resolver los problemas: los inventores pueden investigar y producir nuevos bienes y servicios; los científicos pueden producir e investigar nuevas teorías. Sin una dirección central, esto es, política, los consumidores determinarían el valor de esos productos: los compradores validarían los mejores productos comprándolos, y las comunidades de científicos validarían las mejores teorías confirmándolas y aprobándolas.
El "beneficio," para las comunidades de científicos , puede ser visto de un modo aproximado como la revelación de la verdad. De igual manera, la comunidad legal es una comunidad dedicada entregada a la persecución de la justicia.
Él arguyó que debido a que los fines como la verdad y la justicia transcienden nuestra habilidad para articularlos por completo, es deseable una sociedad libre que busque dar a las comunidades de especialistas la libertad para perseguir esos fines. Los científicos requieren la libertad para perseguir descubrimientos y reaccionar a las reivindicaciones hechas por sus iguales. Alentó a las sociedades para que permitieran a los científicos perseguir la verdad por su propio bien:
Sus escritos inicialmente siguieron la doctrina keynesiana, pero apoyó la conveniencia de las políticas monetarias, en vez de las fiscales, como incentivo de la inversión. Estudió con atención el sistema socialista soviético y se opuso a toda forma de planificación. Propuso el “orden espontáneo” en la evolución social, idea que más tarde sería desarrollada por Hayek. Según esto, los sistemas sociales son muy complejos y por ello solo es posible su ordenamiento cuando los individuos son libres para adaptarse mutuamente; de ello resultaría un orden social “espontáneo” o “policéntrico”.

"...Los científicos, haciendo libremente su propia elección de los problemas y persiguiéndolos a la luz de su propio juicio personal, están de hecho cooperando como miembros de una organización estrechamente tejida. ... 

"Tal auto-coordinación de iniciativas independientes conduce a un resultado conjunto que no está premeditado por ninguno de los que lo han ocasionado. Su coordinación está guiada por una mano invisible hacia el descubrimiento conjunto de un sistema oculto de cosas. Ya que su resultado final es desconocido, esta clase de cooperación sólo puede avanzar paulatinamente, y el resultado total será el mejor posible si cada paso consecutivo es decidido por la persona más competente para hacerlo... 

"Cualquier intento de organizar el grupo ... bajo una sóla autoridad eliminaría sus iniciativas independientes y por tanto reduciría su efectividad conjunta a la de la persona sola que los dirige desde el centro. Ello, de hecho, paralizaría su cooperación."

## Derecho
La obra de Polanyi The Logic of Liberty y su interpretación de la policentricidad ha tenido un último impacto sobre la comunidad legal. La idea básica es que las repercusiones no esperadas hacen impracticables muchas decisiones judiciales porque, decidiendo una simple disputa, el tribunal ejerce influencia de un gran número de modos y de forma impredecible.
Imagina que tiramos de un simple filamento de una tela de araña. Su reacción sería bastante complicada solo con ese simple tirón, pero ahora doblemos la fuerza. Al doblar la fuerza no doblaremos simplemente todas las reacciones previas; la tela reaccionará siguiendo un modelo de reacciones completamente nuevo que distribuye las tensiones siguiendo un nuevo y complejo esquema. Como Lon L. Fuller explicó en un artículo en el Harvard Law Review, la cuestión judicial se convierte en uno de "conociendo cuando los elementos policéntricos se han convertido en algo tan significativo y predominante que los límites apropiados de adjudicación han sido alcanzados."

## Crítica deldarwinismoy elreduccionismo
A finales de los 60 y comienzos de los 70 Polanyi escribió ensayos que trataban sobre temas referidos al origen de la vida. En Life's irreducible structure él argumenta que la información contenida en las moléculas de ADN es un fenómeno no-material irreducible para la física y la química. Polanyi argumentó que el acercamiento reduccionista, que es considerado el ideal de la ciencia, estaba realmente nublando nuestra interpretación, y que el reconocimiento de la irreductibilidad de la vida a la física y la química permitiría a la ciencia genuina avanzar en la dirección correcta, incluso si esta demostración probara una ventaja menor en la persecución del descubrimiento.
En Transcendence and Self-transcendence crítica el punto de vista mecanicista del mundo que la ciencia ha heredado de Galileo; el artículo es también minuciosamente antirreduccionista. Usando analogías Polanyi enuncia más argumentos contra el determinismo y el mecanicismo en este artículo. Estos artículos están siendo todavía citados por los científicos hasta el día de hoy y los argumentos contra el mecanicismo y el reduccionismo expuestos sucesivamente por Polanyi son elegidos como favoritos entre los defensores de la teoría del diseño inteligente así como los biosemióticos.

## Conocimiento tácito
El concepto de Polanyi del conocimiento tácito está expresado más enteramente en las conferencias Gifford que pronunció en 1951–52 en la Universidad de Aberdeen, más tarde publicados como Personal Knowledge. Mientras escribía esta obra, descubrió lo que llama la "estructura del conocimiento tácito". Señala este concepto como su descubrimiento más importante. En el conocimiento tácito las personas experimentan el mundo integrando sus conciencias complementarias en una conciencia focal, un proceso al que él se refiere como "indwelling" o "inherencia".

## Familia
El hijo de Michael Polanyi, John Charles Polanyi, es un profesor de química en la Universidad de Toronto, Canadá. En 1986 John Polanyi fue premiado con el Premio Nobel de Química por sus trabajos sobre "dinámica de procesos químicos elementales ." Su hermano, Karl Polanyi, fue un notable economista, y su sobrina, Kari Polanyi-Levitt, es Profesora Emérita de Economía en la universidad McGill de Montreal.

### Artículos (en español)
- Perspectivas y horizontes de la Filosofía de la Ciencia a la vuelta del tercer milenio. Velasco Gomes, Ambrosio.Facultad de Filosofía y Letras. Universidad Nacional Autónoma de México, 2002.

### Artículos (en inglés)
- "Possible Relationships Between Polanyi's Insights and Modern Findings in Psychology, Brain Research, and Theories of Science". W. Jim Neidhardt. JASA 31 (marzo de 1979): 61-62.
- "The Biblical Insights of Michael Polanyi". Walter R. Thorson. JASA 33 (septiembre de 1981): 129-138.
- "Time, Chaos Theory and the Thought of Michael Polanyi". J.W. Stines. JASA 44 (diciembre de 1992): 220-227.